# Сапрыкин, Виктор Павлович
Ви́ктор Па́влович Сапры́кин (род. 12 октября 1955, Омск) — российский тренер по плаванию. Заслуженный тренер России. Старший тренер сборной РФ..

## Биография
Виктор Павлович родился 12 октября 1955 года в городе Омск. После окончания школы поступил в Омский государственный институт физической культуры (ныне — СибГУФК) на кафедру плавания. Тренировался в бассейне “Пингвин” у тренеров Волегова В.П. и Аикина В.А. После окончания института служил в спортроте в Калининграде. Всю дальнейшую жизнь связал с тренерской деятельностью. В Омске работал в городской ШВСМ, областной СДЮСШОР, был старшим тренером областного училища олимпийского резерва. Большинство учеников Сапрыкина вышли из бассейна “Альбатрос” города Омска.

## Карьера
Тренерская карьера Сапрыкина началась с Михаила Юзефовича, победителя Первенства Европы 1992 года на дистанции 1500 м вольным стилем. В дальнейшем его воспитанники, Владислав Аминов и Светлана Карпеева, принимали участие в Олимпийских играх.
Среди его учеников - чемпионы мира, Европы, Олимпийских игр, России.
Как тренер, во многом вырос, при переезде в город  Волгоград. С 2010 года он работает в плавательном клубе «Волга». Именно там ему предоставлены одни из лучших в стране условия для подготовки спортсменов к крупнейшим соревнованиям. Работая в Волгограде, он добился звания лучшего тренера соревнований на Кубке России 2012 г., Кубке Владимира Сальникова 2012 г., Кубке России 2013 г.
Педагогический стаж Виктора Павловича составляет почти 50 лет. За это время он воспитал двух заслуженных мастера спорта России, пять мастеров спорта России международного класса и свыше тридцати мастеров спорта.

## Известные ученики
Никита Коновалов -  заслуженный мастер спорта, чемпион мира, многократный чемпион Европы; 
Вячеслав Синькевич - мастер спорта России международного класса, призер чемпионатов мира, многократный чемпион Европы; 
Евгений Коптелов - мастер спорта России международного класса, многократный чемпион Универсиад; 
Александр Садовников - мастер спорта России международного класса, многократный победитель Универсиад; 
Кузьменко Иван - заслуженный мастер спорта, чемпион мира и многократный чемпион Европы.

## Семья
Семья Виктора Павловича - жена Татьяна, дочь Ирина, сын Алексей, внуки Арина и Сергей всегда поддерживает его преданность делу, с пониманием относится к особенностям тренерской деятельности, когда приходится полностью посвящать себя спортсменам, выезжать на сборы и соревнования.